# Championnat d'Asie de rink hockey 1995
Navigation
Championnat d'Asie 1991 Championnat d'Asie 1997
Le Championnat d'Asie de rink hockey 1995 est la 5e édition de la compétition organisée par la Confederation of Asia Roller Sports et réunissant les meilleures nations asiatiques, dans le cadre de la 9e coupe d'Asie de roller sports. Cette édition a lieu à Nagano, au Japon.
L'équipe de Japon remporte le titre pour la troisième fois, devant Macao et la Chine. 

## Classement et résultats
| Rang | Équipe       | Pts | J | G | N | P | Bp | Bc | Diff |  | Résultats (dom.\ext.) |  |     |     |      |       |      |      |
| ---- | ------------ | --- | - | - | - | - | -- | -- | ---- |  | --------------------- |  | --- | --- | ---- | ----- | ---- | ---- |
| 1    | Japon        | 12  | 6 | 6 | 0 | 0 | 46 | 7  | +39  |  | Japon                 |  | 4-2 | 8-1 | 8-1  | 8-2   | 13-1 | 5-0  |
| 2    | Macao        | 10  | 6 | 5 | 0 | 1 | 38 | 16 | +22  |  | Macao                 |  |     | 8-4 | 18-3 | 19-1  | 19-1 | 21-4 |
| 3    | Chine        | 8   | 6 | 4 | 0 | 2 | 54 | 41 | +13  |  | Chine                 |  |     |     | 11-5 | 13-10 | 13-7 | 12-3 |
| 4    | Corée du Sud | 4   | 6 | 2 | 0 | 4 | 27 | 54 | -27  |  | Corée du Sud          |  |     |     |      | 6-7   | 5-4  | 7-6  |
| 5    | Taïwan       | 3   | 6 | 1 | 1 | 4 | 25 | 55 | -30  |  | Taïwan                |  |     |     |      |       | 3-3  | 3-5  |
| 6    | Inde         | 3   | 6 | 1 | 1 | 4 | 21 | 57 | -36  |  | Inde                  |  |     |     |      |       |      | 5-4  |
| 7    | Pakistan     | 2   | 6 | 1 | 0 | 5 | 22 | 53 | -31  |  | Pakistan              |  |     |     |      |       |      |      |

## Source de la traduction
- (it) Cet article est partiellement ou en totalité issu de l’article de Wikipédia en italien intitulé « Roller Hockey Asia Cup 1995 » (voir la liste des auteurs).